# Азимутна пројекција
Азимутна пројекција је тип картографске пројекције код којих се мрежа меридијана и паралела са Земљиног глоба пројектује на раван која додирује лопту у једној тачки или лежи у равни екватора, меридијана и др. Осим додиривања, пројекциона раван може сећи глоб или бити на одређеној удаљености од њега. Код оваквих пројекција паралеле су приказане као концентрични кругови, а меридијани као радијалне дужи, које полазе из центра пројектовања.
Условни начин пројектовања ових пројекција може бити перспектива или нешто друго, на основу чега их делимо на перспективне и неперспективне.